# Józef Nowak (polityk)
Józef Nowak (ur. 2 marca 1935 w Cieszynie) – polski działacz partyjny i państwowy, w latach 1979–1980 wicewojewoda wałbrzyski, w latach 1980–1989 I sekretarz Komitetu Wojewódzkiego PZPR w Wałbrzychu, w latach 1988–1990 przewodniczący Prezydium Wojewódzkiej Rady Narodowej w Wałbrzychu.

## Życiorys
Syn Karola i Franciszki. W 1959 wstąpił do Polskiej Zjednoczonej Partii Robotniczej. Od 1964 do 1968 pozostawał sekretarzem Komitetu Powiatowego PZPR w Legnicy. Następnie zajmował stanowiska I sekretarza Komitetów Powiatowych PZPR w Lubaniu Śląskim (1968–1971), Lubinie (1971–1975) oraz Świdnicy (od marca do maja 1975). W 1975 został członkiem egzekutywy Komitetu Wojewódzkiego PZPR w Wałbrzychu, a w 1976 powołany na członka Kolegium Ministerstwa Oświaty i Wychowania. Zajmował także stanowisko wojewódzkiego kuratora oświaty i wychowania. Od 18 września 1979 do grudnia 1980 pełnił funkcję wicewojewody wałbrzyskiego, następnie w latach 1980–1989 pozostawał I sekretarzem Komitetu Wojewódzkiego w Wałbrzychu. W 1986 został członkiem Komitetu Centralnego PZPR i w jego ramach Komisji ds. Wewnątrzpartyjnych oraz Działalności Partii w Organach Przedstawicielskich i Administracji Państwowej. Od 1988 kierował także Prezydium Wojewódzkiej Rady Narodowej w Wałbrzychu.